# Božena Češka
Božena je bil druga žena, pred tem pa verjetno ljubica češkega vojvode Oldřiha in mati vojvode Břetislava I., * ni znano, † 1052.

## Srečanje Oldřiha in Božene
Legendo o Oldřihu in Boženi je zapisal kronist Kozma Praški v svoji Kronika Čehov (Chronica Boemorum). Po legendi se je mladi (in poročeni) Oldřih odpravil na lov v Peruc. Na poti je ob izviru, ki se zdaj imenuje Boženin izvir, zagledal lepo kmečko dekle Boženo in bil nad njo takoj očaran.
Oldřih je opustil lov in Boženo odpeljal v Prago, kjer mu je  rodila nezakonskega sina Břetislava. 
Izkazalo se je, da je bila Božena rešiteljica češke dinastije Přemyslov. Oldřich je imel dva brata. Enega od njiju, Jaromirja, je kastriral najstarejši brat Boleslav III. Boleslav III. je bil takrat v zaporu na Poljskem in verjetno imel samo hčerko. Oldřih je bil edini, ki je imel sina in prestolonaslednika. S svojo prvo ženo ni imel otrok.
Na Boženino neplemiško poreklo namiguje Kozmova kronika, ki pravi, da jo je Oldřich prvič srečal "na ježi skozi vas". Njen nezakonski sin Břetislav naj bi imel zaradi njenega nizkega stanu težave pri izbiri neveste in se je moral zateči k ugrabitvi, ko se je nameraval poročiti s plemenito nevesto Judito Schweinfurtsko. 
Za kmečko ženo jo je imel avtor Dalimilove kronike iz zgodnjega 14. stoletja.

## Sklic
1. ↑  Klaus, Ivo, Alena Klaus. "Peruc". Welcome to Peruc. Arhivirano iz izvirnika 18. julija 2011. Pridobljeno 2. avgusta 2008.

| Božena Češka Rojen: ni znano Umrl: 1006 |                                |                                  |
| Nazivi za člane kraljevske družine      |                                |                                  |
| Predhodnik: Ema Mělniška                | Vojvodinja žena Češke ? - 1052 | Naslednik: Judita Schweinfurtska |